# Myiothlypis chlorophrys
La reinita del Chocó (Myiothlypis chlorophrys) es una especie de ave paseriforme de la familia Parulidae que vive en el noroeste de Sudamérica.

## Taxonomía
Anteriormente se consideraba a la reinita del Chocó una subespecie de M. chrysogaster, con una población disjunta, pero actualmente se consideran especies separadas a pesar de las similitudes de su plumaje.

## Descripción
La reinita del Chocó mide alrededor de 13 cm de largo. El plumaje de sus partes superiores y flancos es verde oliváceo, con listas superciliares de color verde amarillento y una lista pileal central amarilla que destaca en su píleo oscuro. El plumaje de sus partes inferiores es amarillo con cierto tinte verdoso en el vientre. Principalmente se diferencia por sus listas superciliares de la reinita ventridorada, que las tiene de un amarillo más intenso, sobre todo en la parte posterior.

## Distribución y hábitat
Se distribuye por el suroeste de Colombia y el oeste de Ecuador. Se encuentra en la confluencia entre el Chocó y las laderas occidentales de los Andes, donde ocupa los bosques y zonas de matorral entre los entre los 300 y 1400 metros de altitud.